# 아이도네우스
아이도네우스(고대 그리스어: Ἀїδωνεύς)는 고대 에페이로스 지방의 몰로시아인의 신화적 왕이다. 페르세포네의 남편이라고 한다. 테세우스가 페이리토스의 도움을 받아 아피드나이에서 헬레네를 보쌈한 뒤, 그 보답으로 페이리토스가 아이도네우스의 아내 코레를 보쌈하는 것을 돕게 되었다. 아이도네우스는 그 둘이 자기 아내를 납치하러 온 것을 알아채고, 페이리토스는 케르베로스에게 죽게 만들고 테세우스는 감금하였으나, 나중에 헤라클레스가 테세우스를 풀어 주었다.
에우세비우스는 아이도네우스의 아내가 데메테르 여왕의 딸인데, 아이도네우스와 눈이 맞아 달아났다고 했다. 즉 아이도네우스 이야기는 고대의 하데스의 페르세포네 납치혼 신화를 후대에 보다 현실적인 버전으로 바꾼 것이다.